# آنا كاراسكوسا
آنا كاراسكوسا ثاراغوثا (بالإسبانية: Ana Carrascosa Zaragoza، ولدت في 6 مايو 1980، بلنسية، إسبانيا) لاعبة جودو إسبانية، تتخصص في وزن تحت 52 كيلوغرام.
حازت على الميدالية الذهبية في بطولة أوروبا للجودو عام 2008 في لشبونة.

## إنجازاتها

### بطولة العالم للجودو
- 2009 روتردام  هولندا:  ميدالية برونزية في وزن تحت 52 كغم.
- 2011 باريس  فرنسا:  ميدالية برونزية في وزن تحت 52 كغم.

### بطولة أوروبا للجودو
- 2002 ماريبور  سلوفينيا:  ميدالية فضية في وزن تحت 52 كغم.
- 2008 لشبونة  بلجيكا:  ميدالية ذهبية في وزن تحت 52 كغم.
- 2009 تبليسي  جورجيا:  ميدالية فضية في وزن تحت 52 كغم.
- 2011 إسطنبول  تركيا:  ميدالية برونزية في وزن تحت 52 كغم.

## روابط خارجية
- آنا كاراسكوسا على موقع الفيدرالية الدولية للجودو (الإنجليزية)
- آنا كاراسكوسا على موقع JudoInside.com (الإنجليزية)
- آنا كاراسكوسا على موقع AllJudo.net (الفرنسية)
- آنا كاراسكوسا على موقع اللجنة الأولمبية الدولية (الإنجليزية)
- آنا كاراسكوسا على موقع أوليمبيديا (الإنجليزية)